# Hastaire
Hastaire, pseudonyme de Claude Hilaire, né le 24 octobre 1946 dans le 16e arrondissement de Paris et mort le 17 février 2020 à Trouville-sur-Mer, est un peintre, lithographe et écrivain français.

## Biographie
(février 2022).
Arrière petit-fils du peintre lyonnais Paul Claude Jance (1840-1915), Claude Hilaire, connu sous le pseudonyme d'Hastaire, est le seul garçon des quatre enfants nés du mariage du peintre Camille Hilaire (1916-2004) et de Simone Jance. 

### Formation
Il est élève du collège de Juilly et fréquente ensuite l'École nationale supérieure des arts appliqués et des métiers d'art à Paris. Il est ensuite admis, sur concours, à l'École nationale supérieure des beaux-arts qu'il fréquente en 1964 et 1965. 
En 1966, il effectue son service militaire en tant que barman sur le navire-école Jeanne d'Arc, à bord duquel il voyagera à travers le monde avant de retourner aux Beaux-Arts de 1968 à 1969.

### Vie artistique
Il s'installe ensuite dans le 16e arrondissement de Paris, quai Louis-Blériot. Il vit de ses dessins, à vocation publicitaire ou destinés aux pages littéraires du quotidien Combat. 
En 1972, au retour d'un long séjour au Maroc, sa contribution à une exposition collective au musée de Saint-Paul-de-Vence révèle son attirance pour l'abstraction et sa peinture inspirée, entre autres, par Jean Fautrier. La découverte de l'exposition Francis Bacon au Grand Palais à Paris en 1972, puis les encouragements prodigués par l'artiste anglais Graham Sutherland lors d'une exposition, au Palais de l'Europe à Menton en 1975, détournent définitivement le peintre de la non figuration.
En 1981, il épouse Danielle Labrousse avec qui il se partage entre le 9e arrondissement de Paris et la ville de Bordeaux où elle exerce la profession de psychanalyste.
Par la suite, Hastaire expose avec des artistes venus d'horizons différents lors d'expositions collectives. Il se rapproche ainsi d'Alain Lestié, Erro, Peter Klasen, Henri Cueco, Bernard Rancillac, Antonio Segui, Jacques Villeglé ou Étienne Sandorfi.
L'artiste compte plusieurs centaines d'expositions personnelles et collectives et ce, à travers le monde (Europe, États-Unis, Canada, Japon, Corée, etc.). Son œuvre est présente dans de nombreuses foires d'art internationales : Fiac (Paris), Art Paris, Actuel (Beyrouth), Istambul Art Fair. 
En 1999, il devient cofondateur, aux côtés de Lydie Arickx, Didier Mahieu, Mary Curtis Ratcliff (en), Martin Vaughn-James, Alain Kleinmann, Yuri Kuper, Wang Yan Cheng et Boris Zaborov, du Groupe Mémoires dont il rédige le Manifeste avec Alain Kleinmann.
Il est également l'auteur d'ouvrages sur des thèmes qui inspirent sa peinture : les mythologies, la poésie et la peinture elle-même.

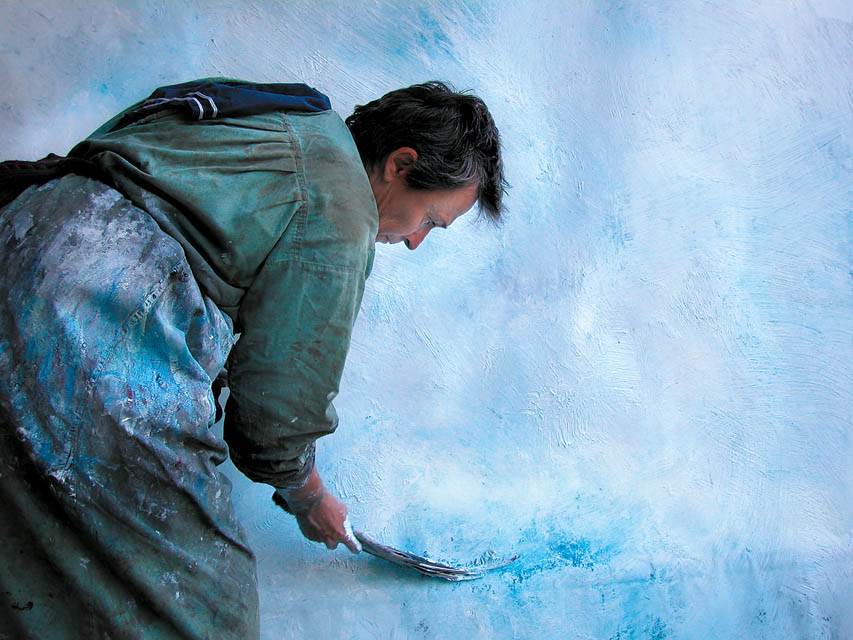
Lydie Arickx
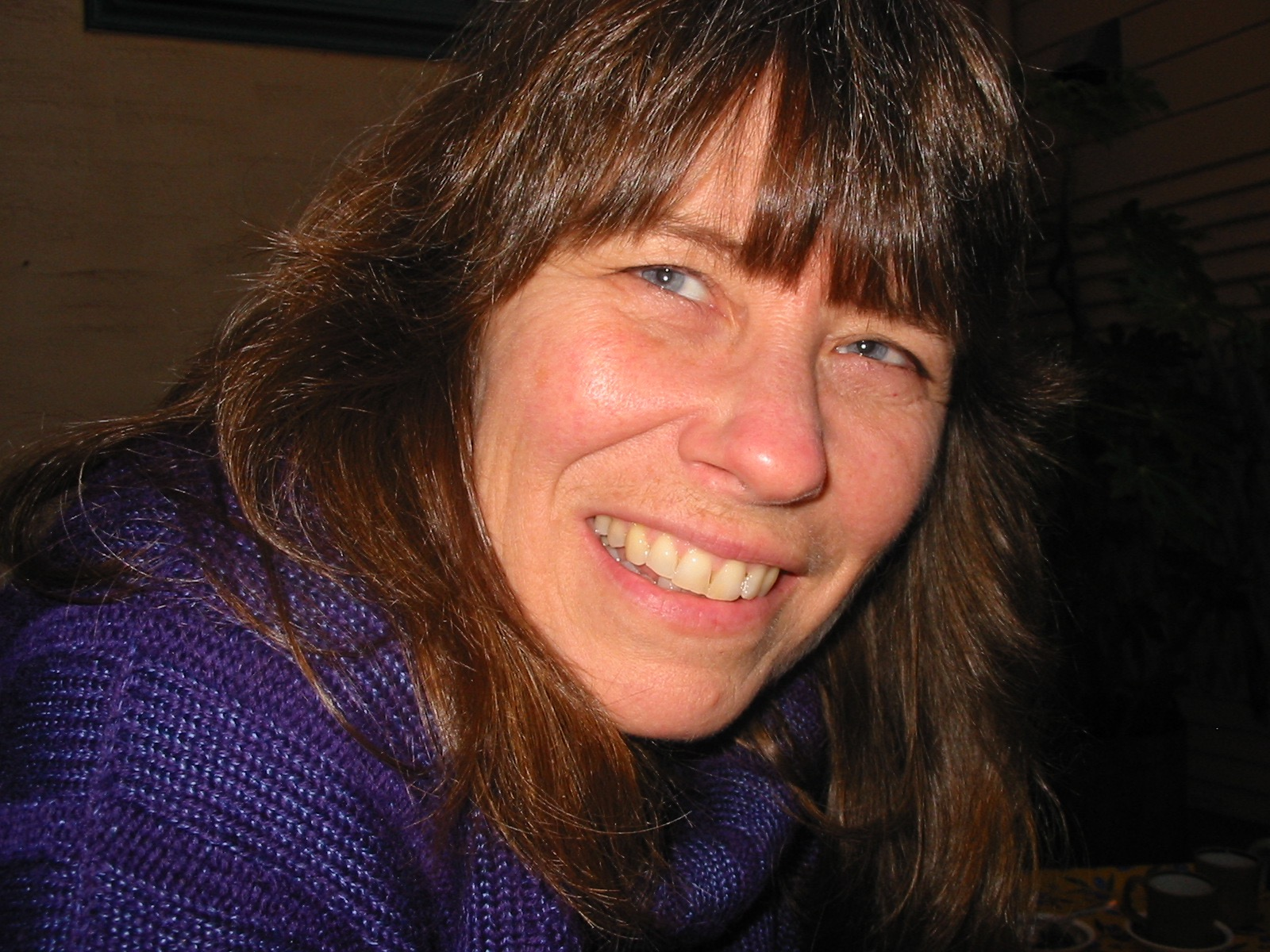
Mary Curtis Ratcliff (en)
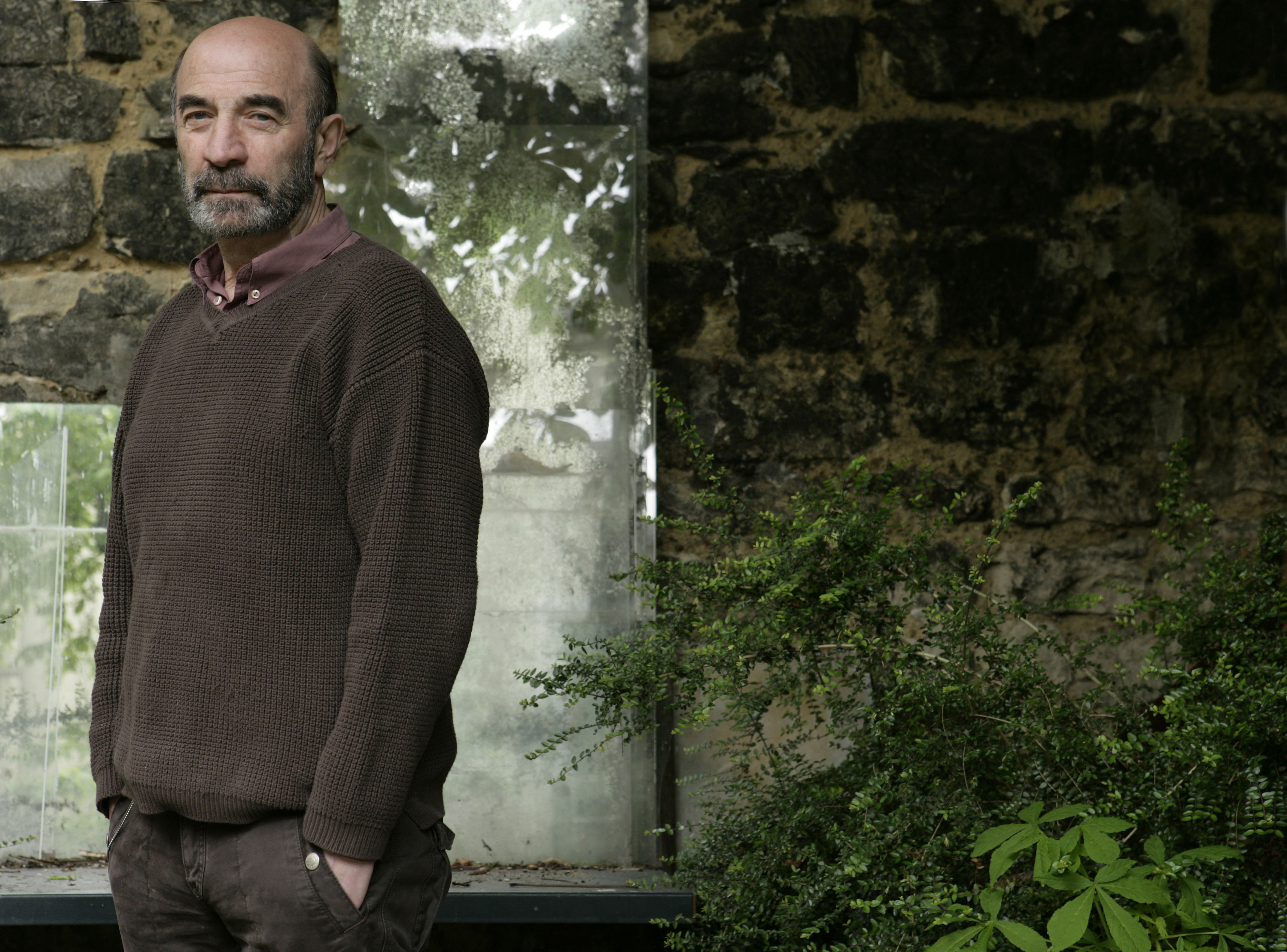
Boris Zaborov

Que la série accomplie, le thème épuisé rencontre quelque succès ou indifférence n'a jamais rien changé à ce besoin, ce désir de casser le jeu afin de mieux l'intéresser de nouveau. Par nature, par pensée, Hastaire est l'ennemi du poncif, de la chose peinte qu'on identifie parce qu'elle est le produit d'arrangements picturaux astucieux, le fruit d'une mise au point artisanale supposant un savoir faire minimum. La peinture est pour lui un lieu privilégié d'investigation. Non pas afin d'emmener la peinture plus loin mais bien plutôt pour toujours mener la sienne dans un ailleurs dont il ignore les risques qui le peuplent, une Terra incognita à conquérir, à investir et à enfin, abandonner. Et si ces ailleurs conquis par Hastaire nous sont parfois familiers et participent à notre bonheur de connaître, c'est à cette récurrente remise en question des évidences, cette mise à distance de la banalité que nous le devons.
Hastaire meurt le 17 février 2020 dans sa résidence de Trouville-sur-Mer,.

## Œuvres

### Publications
- Les Phares - Huit allégories amusées sur un poème de Charles Baudelaire, Éditions Connivences, 1987  (ISBN 2-86649-011-8).
- Éloge de la lithographie, Cannes, Éditions Galerie Mengin, 1990.
- Goya ou la fureur d'être, Éditions Van Wilder, 1992  (ISBN 978-2914304306).
- Frgments du XXe siècle. Vingt textes sur vingt peintres célébrés par l'auteur : Cézanne, Ensor, Munch, Kandinsky, Matisse, Mondrian, Picabia, Picasso, Léger, Hopper, Chagall, De Chirico, Miro, Magritte, Bacon, Tapies, Warhol, Jasper Johns, Monory, Kleinmann, Paris, Éditions Art Témoin, 1999.
- La peinture vagabonde, Éditions Van Wilder, 2002  (ISBN 2-914304-05-6).
- Cri premier Dernier cri, Éditions Van Wilder, 2005  (ISBN 2-914304-15-3).
- Flaubert en ses couleurs, Éditions Van Wilder, 2009  (ISBN 978-2914304306).
- Sans changer à Lisieux, Poésie du rail, éditions FVW, 2010[7].
- EVES. L'Éden désenchanté, éditions Van Wilder, 2011  (ISBN 2-914304-41-2).

### Peintures
- Les Îles[2].
- Scènes d'intérieur, 1976-1980[2].
- S.d.b., 1980[2].
- Les couleurs de l'Afrique, 1981, 1984[2].
- Peintures de base, 1984, 1988[2].
- Welcome et bienvenue, 1984[2].
- Les Phares", 1987[2].
- Les belles anonymes, 1989-1991[2].
- L'actualité de Goya, 1990, 1991[8].
- La Mémoire fragmentée, 1990[2].
- Les belles anonymes, 1991[2].
- Sur la Genèse, 1992, 1995[9],[10].
- Mythes et caprices, 1993, 1998[11].
- Bacchanales, les faunes caméléons, 1996, 2002[2].
- Fragments du XXe siècle, 1999, 2001[2].
- Eves, 2002[12].
- La Comédie, Dante, 2000-2003[2].
- Les Invertueuses, 2004[13].
- Cri premier, dernier cri, 2005, 2006[14].
- Rétroportraits, 2007, 2008[15],[16].
- Juliette et Roméo, 2009[réf. nécessaire]
- Le joyeux vivier, 2010[réf. nécessaire].
- Cœurs légers, Cœurs lourds, 2012[réf. nécessaire].
- Les vases Médicis, 2013[réf. nécessaire].
- Les fossiles vivants, 2015[réf. nécessaire].
- Sacerdoces, 2013-2015[réf. nécessaire]

### Lithographies
- Nicos Nicolaïdis, Bacchanales, huit lithographies originales en étui signées de Claude Hastaire, cent quinze exemplaires numérotés, signés par l'auteur et l'illustrateur, Paris, éditions Galerie Elyette Peyre, 1996.
- Les Îles. Variations sur un thème exotique, coffret de huit lithographies 76x56cm, signées, Paris, éditions Pierre Calbé, sans date.

### Décors de théâtre
- Les Mariés de la tour Eiffel de Jean Cocteau, Les Nouveaux tréteaux français, 1996.

## Expositions

### Expositions personnelles

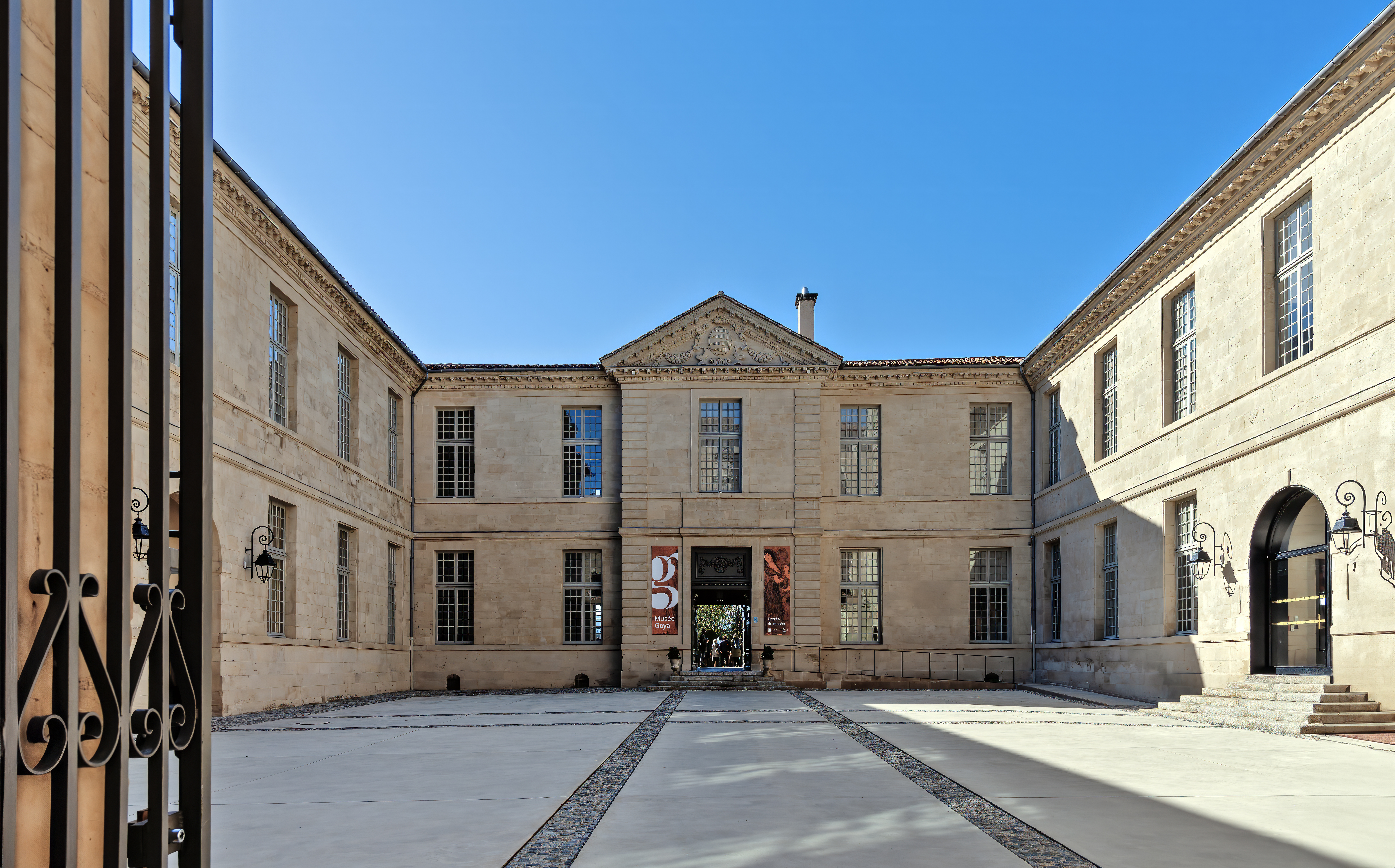
Musée Goya, Castres, 1990

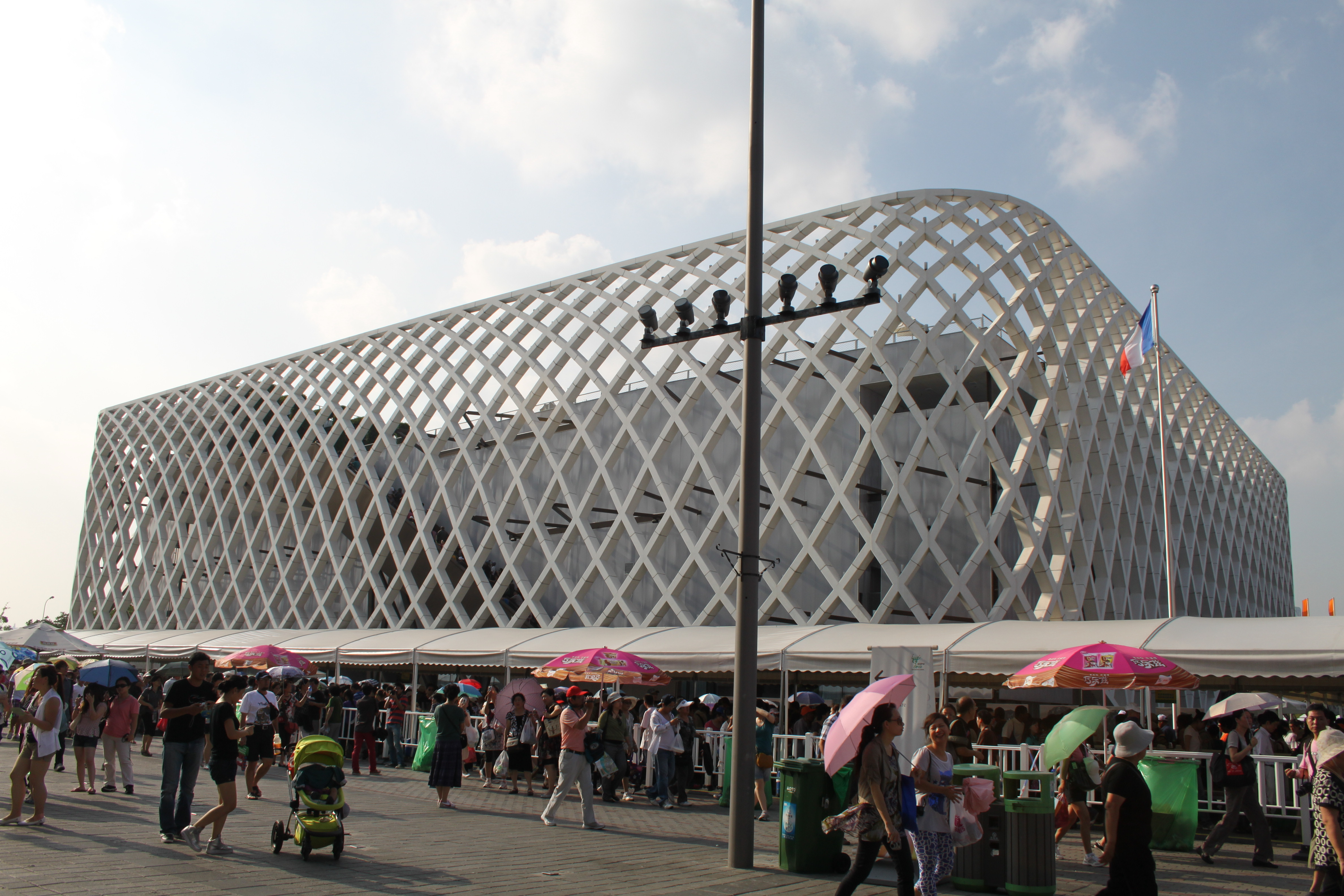
Pavillon français, Exposition universelle de Shanghaï, 2010

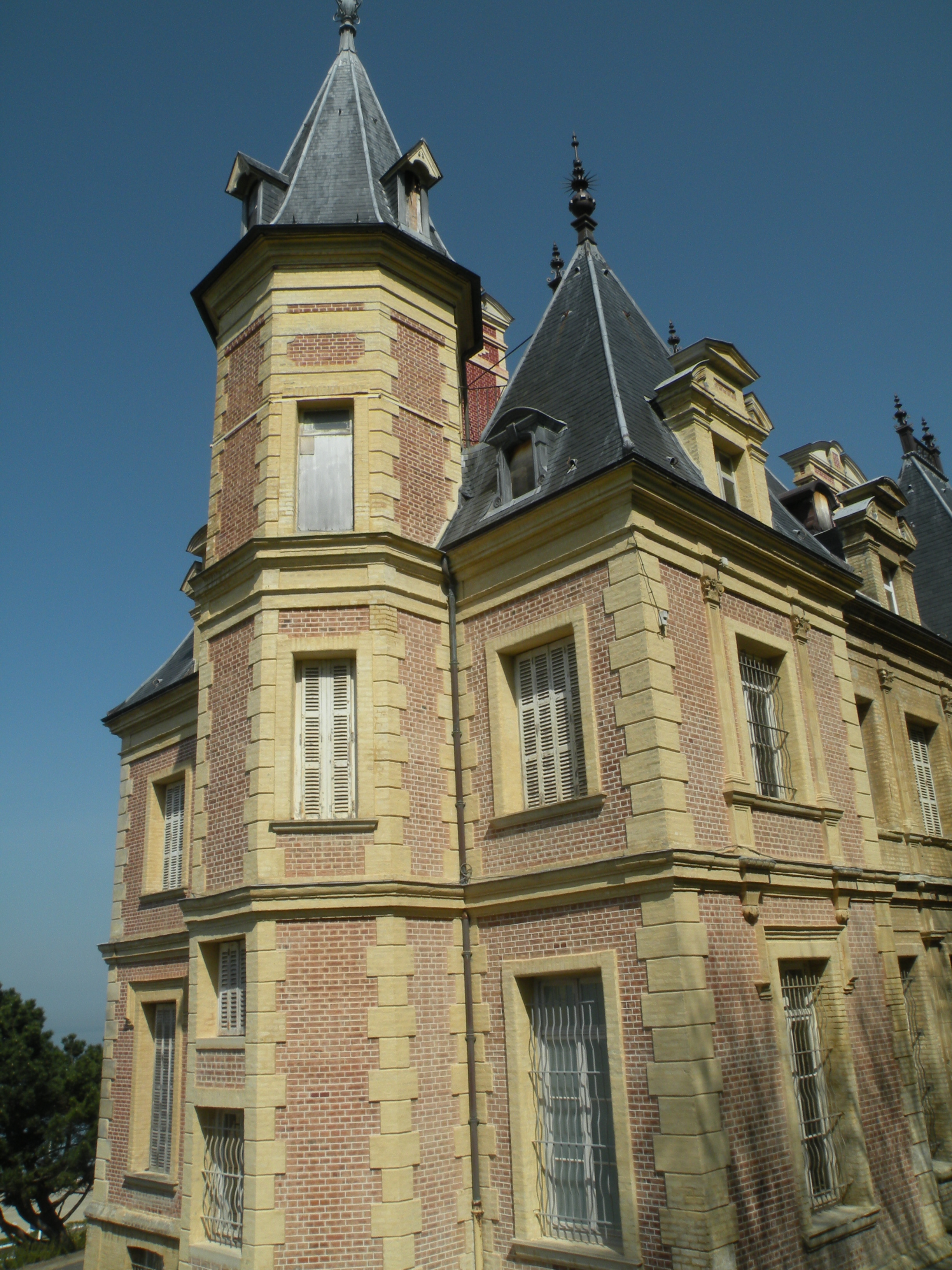
Musée de Trouville - Villa Montebello, 2015

- Galerie Arts contemporains, Paris, 1975 (peintures), 1981 (dessins).
- Galerie Wils, Paris, 1976[17].
- Aaron Gallery, Washington, 1976[17].
- Galerie Art Press International, Nice, 1977.
- Hastaire - Scènes d'intérieur, Galerie Jacques Boulan, Paris, 1979[17].
- Galerie Charles Munchen, Luxembourg, 1979[17].
- Centre culturel égyptien, Paris, 1979[17].
- Galerie Brune, Toulon, 1982[17].
- Galerie Jacqueline Moussion, Nantes, 1983[17].
- Galerie Vincent, Saint-Pierre (La Réunion), 1983, 1985[17]
- Galerie Haut-Bas, Paris, 1984[17]..
- Hastaire - Images libres (dessins), Galerie Jean, Paris, 1987.
- Galerie Bernard Jagot, Saint-Nazaire, 1987[17].
- Claude Hastaire - Huit études amusées sur un poème de Charles Baudelaire, Galerie Vincent, Saint-Pierre (La Réunion), 1987.
- Galerie Marie-Thérèse Cochin, Paris, 1989[17].
- Libririe Mollat, Bordeaux, 1989[17].
- Claude Hastaire - Un artiste, une île, Centre national des arts plastiques, Paris, 1990.
- Claude Hastaire - Actualité de Goya, Musée Goya, Castres, février-avril 1990[8].
- Hastaire - La mémoire fragmentée, Galerie Lalandre, Paris, 1990[18].
- Hastaire - Peintures, La Galerie et Centre culturel français, Oslo, Centre culturel franco-norvégien, Stavanger, octobre-novembre 1990[18].
- Galerie Fine Art, Le Touquet, 1990[17].
- Galerie Mengin, Cannes, 1990 (La mémoire fragmentée), 1994 (Sur la Genèse), 1997[18].
- Galerie Start, Bordeaux, 1992[17].
- Hastaire - Sur la Genèse, salle de la Redoute, Châtellerault, 1993.
- Galerie Suzanne Tarasiève, Barbizon, 1994[17].
- Galerie Eylette Peyre, Paris, 1996.
- Claude Hastaire - Mythes et caprices, mairie du 8e arrondissement de Paris, 1996[17].
- Galerie du Vieux Lyon, Lyon, 1998[17].
- Galerie Océane, Saint-Denis (La Réunion), 1998[17].
- Galerie Art'7, Nice, 1999[11].
- Claude Hastaire - Eves, Galerie Dukan, Marseille, mars-juin 2002[19].
- Artcurial, Paris, 2004.
- L'Embarcadère, Montceau-les-Mines, 2008.
- Hôtel de ville de Trouville-sur-Mer, 2008.
- Claude Hastaire - Les invertueuses, Galerie Meyer-Le Bihan, Paris, octobre 2009.
- Claude Hastaire - Rétrospective, pavillon français de l'Exposition universelle de Shanghaï, 2010.
- Claude Hastaire - Rétrospective, Musée de Trouville - Villa Montebello, Trouville-sur-Mer, été 2015[20].
- Claude Hastaire - Rétroportraits, médiathèque Maurice-Delange, Honfleur, février-avril 2016[16],[21].
- Claude Hastaire - Blockhaus, Galerie Balouka, Trouville-sur-Mer, juin 2019[6].

### Expositions collectives
- Foire internationale d'art contemporain, Paris, 1988, 1990, 1992,
- Galerie Tarasiève, Barbizon, 1989[18].
- Centre culturel coréen, Paris, 1991[17].
- Arthur Rimbaud - Vingt peintres, Musée d'art contemporain de Dunkerque, 1992.
- Hôtel de ville de Bruxelles, 1995[17].
- Institut polonais, Paris, 1996[17].
- Art Paris (stand Galerie Art Témoin), carrousel du Louvre, Paris, septembre 1999.
- Art Jonction (stand Galerie Dukan, Marseille), jardin Albert Ier, Nice, septembre 2000.
- Groupe Mémoires, Galerie Dukan, Marseille, mars 2001[3].
- XXIVe Rencontres arts plastiques, centre culturel Simone-Signoret, Château-Arnoux-Saint-Auban, novembre-décembre 2001.
- Groupe Mémoires - Lydie Arickx, Yoel Diaz Galvez, Claude Hastaire, Alain Kleinmann, Yuri Kuper, Martin Vaughn-James, Boris Zaborov, Galerie Dukan, Marseille, mars 2001[22] ; L'Embarcadère, Montceau-les-Mines, mars-avril 2004.
- Flaubert dans la ville, Rouen, printemps 2015[20].
- Participations non datées : Salon d'art contemporain de Montrouge, Salon de mai, Salon d'automne, Salon Comparaisons[2].

## Réception critique
- « Des lignes dures pour rendre la violence, le tragique et le mouvement sont combinées chez Hastaire à une élégance particulière des compositions et à sa sensualité dans le traitement de la couleur. Le papier journal sur lequel il applique la peinture date l'œuvre de Goya en la modernisant mais il lui donne également une certaine fragilité. S'il n'est pas réel, vet aspect fragile demeure cependant dans l'inconscient de l'observateur et humanise ces représentations. De son expérience de l'abstraction, Hastaire possède le talent d'en dire beaucoup avec peu de moyens. » - Dominique Stal[17]

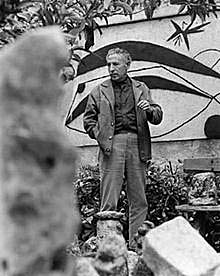
André Verdet

- « Il est quelques peintures de Hastaire qui, par leur densité plastique, émotionnelle, atteignent l'humus même de la mémoire pour nous en ramener dramatiquement, mais avec noblesse, les aléas mais encore les espérances de notre existence et ce quelle que soit l'inspiration thématique du tableau. Oserais-je le suggérer ? Je rencontre dans maintes œuvres de Hastaire un aspect dûment sacrificiel. Il est des poètes-poètes comme il est des peintres-peintres. Hastaire conjugue ces deux beaux métiers par la voie d'une figuration très personnelle transcendée par une constante métaphore-métamorphose. Cet artiste aime œuvrer avec amour et modestie. Il peut pourtant prétendre à un haut niveau référentiel parmi les créateurs d'aujourd'hui à l'art pictural hors école et dont le lyrisme nous subjugue à un point tel que nous en oublions et le thème et le sujet pour ne ressentir que l'ineffable. » - André Verdet[2]
- « Ce n'est pas un monde doux, doux, doux, mais, à l'inverse, un univers de fer et de sang qui vous entre dans la peau. Et, curieusement, cela passe, cela exalte, cela est beau. Car Hastaire est un peintre de grand talent qui procède par coulures alliées au trompe-l'œil, ce qui est magnifiquement efficace. Ses toiles sont à la fois allusives et précises. Il y a dans sa génération peu de peintres aussi convaincants. » - Jean-Louis Ferrier[2]
- « À l'aide, essentiellement, de l'acrylique et de journaux marouflés, mais aussi en laissant éclore son goût de la division de l'espace, Hastaire parvient parfaitement à intégrer l'univers de Goya dans une vision picturale ayant toutes les caractéristiques de l'expressivité actuelle. Naissent de la sore des images fulgurantes et saisissantes, autant d'explosions où les éclats de la polychromie catapultent le regard vers des horizons jusqu'à présent inexplorés. La gageure s'est métamorphosée en achèvement artistique remarquable. » - Giovanni Sciuto[2]
- « Hastaire, c'est l'organisation de l'espace dans un chromatisme explosif et en même temps contrôlé. Avec, en constance, la permanence du trait, du graphisme. Hastaire, c'est le mouvement jaillissant sur fond pensé d'écriture. » - Bertrand Duplessis[2]
- « Tantôt il nous invite à la contemplation de vestibules, de salles de bains, de scènes d'intérieur incroyablement habitées de leur vide apparent, ou bien de blockhaus, de blindages, de bases sous-marines et autres rideaux de fer. Tantôt il nous entraînent chez les maîtres qui le hantent : des poètes comme Baudelaire, plus souvent des peintres, à commencer par David… Nous voici chez un contemporain de David, Goya ; le Goya des Désastres, de la guerre et de l'affolement, des courses de taureaux. Le Goya qui nous broie, nous brise et en même temps nous aide à tout supporter par l'humanité de son cri… Interprétant quelques gravures de Goya, les toiles d'Hastaire sont marouflées avec des exemplaires du quotidien espagnol El Pais. Il les a fait jaunir pour prévenir le vieillissement qui frappe si vite les journaux, il leur donne de l'âge pour leur épargner les véritables altérations du temps. Comme si le support devait rivaliser avec la pérennité du peintre. » - Jean-Pierre Tison[2]

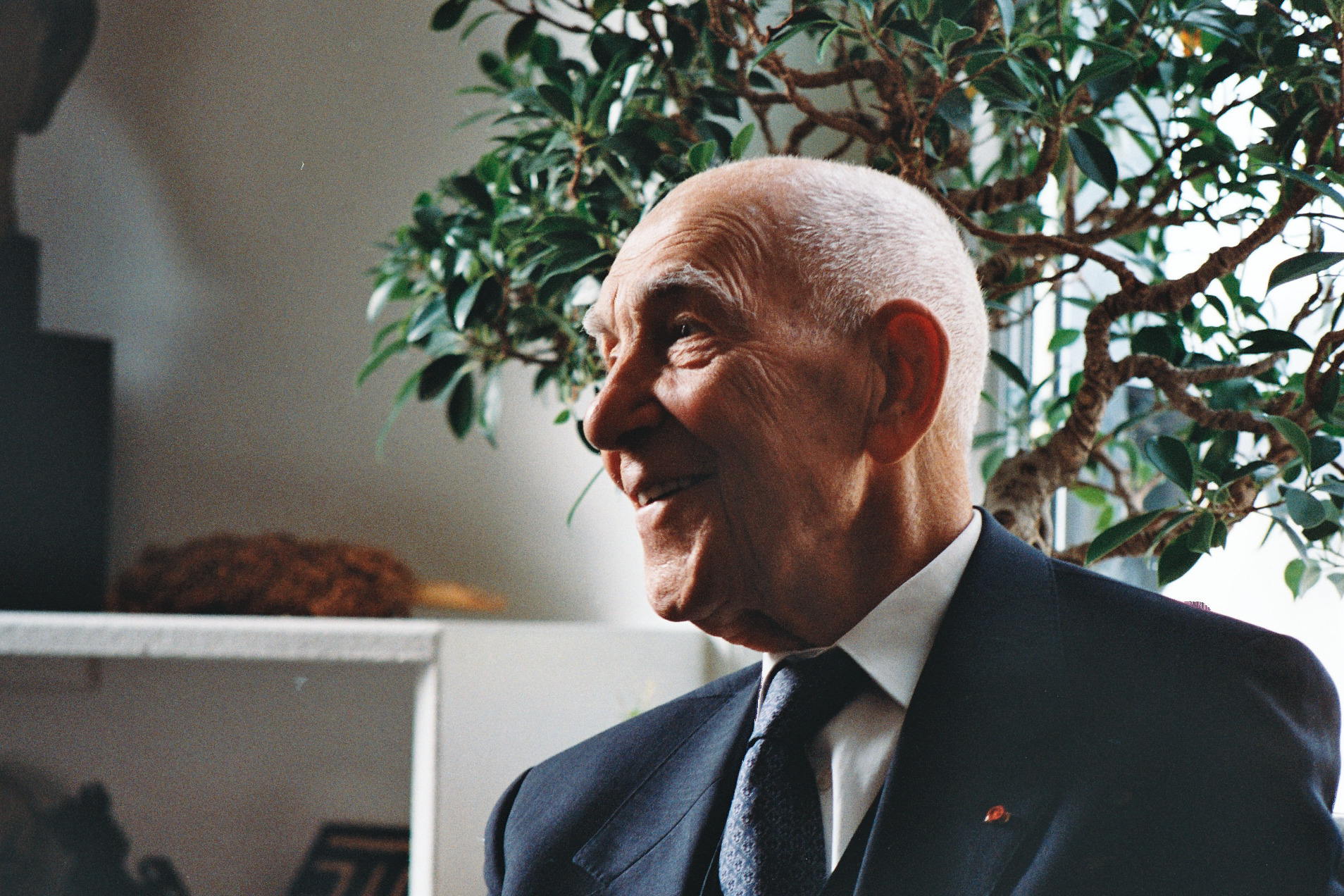
Stéphane Hessel

- « Il nous appartient d'abord de regarder cette œuvre raffinée, d'y pénétrer comme dans un espace aussi clair que secret, aussi accueillant que déroutant, un espace qu'il ne s'agit pas de conquérir mais d'autoriser à vous conquérir. Et puis, il convient de découvrir son dire, de lire les textes où il a su exprimer, avec colère parfois, avec franchise et subtilité toujours, ce que doivent être les rapports entre le créateur d'art et ses deux créatures : l'œuvre et son spectateur. » - Stéphane Hessel[23]
- « L'indépendance d'Hastaire, sa défiance vis-à-vis des institutions étatiques ou privées, son goût immodéré pour les voyages l'ont éloigné assez rapidement de la recherche d'une position confortable au sein du monde habituel de la peinture. Peu enclin aux mondanités, pas plus désireux de prospérer grâce à un parti, une instance quelconque et, bien que son travail ait été très tôt reconnu par des musées, des centre d'art contemporain et des galeries de qualité, il a fait le pari d'un choix risqué : celui d'être seul, seul dans le cheminement particulier de son travail pictural. Cette liberté voulue, revendiquée, avec les dangers qu'elle suppose, est à l'image des libertés prises par l'artiste tout au long de son parcours. Comme les traces, les empreintes nettes que laissent ses œuvres, en leurs découpages, Hastaire est un vrai nomade. S'inscrire dans un courant ou à contre-courant lui est étranger. Il se laisse glisser vers ses désirs d'inconnu afin de découvrir sans cesse. Certes, il part à un certain moment de l'histoire de la peinture, mais il s'en sert comme tremplin afin de rebondir sur son monde particulier. Et ce monde sera fait de rebonds. Il y aurait chez cet artiste une propension à épuiser ses thématiques à un point de saturation picturale, intellectuelle, qui ne lui laisserait guère que le choix de se risquer à nouveau à autre chose, jusqu'à l'épuisement de cette dernière et ainsi de suite… » - Édith Charlton[23]

## Collections publiques
- Musée des Baux-de-Provence, Petit procès, huile sur toile, 73x92cm.
- Hôtel de ville de Castres, No se puede mirar, huile sur toiles (diptyque), 146x228cm.
- Musée Goya, Castres, Ya es hora, huile sur toile 162x130cm.
- Musée de l'Ardenne, Charleville-Mézières, Les dieux naissent aussi à Charleville, huile sur toiles (diptyqye), 146x228cm.
- Musée d'art figuratif de Fontainebleau, L'actualité de Goya, huile sur toile.
- Arsenal, Metz, mosaïque, 15m2.
- Bibliothèque nationale de France, Paris.
- Fonds régional d'art contemporain de la Réunion, Piton Saint-Leu :
  - Le volcan II / La Réunion, huile sur toile 97x130cm[24] ;
  - En route pour le volcan, huile sur toile ;
  - Étude pour le volcan, huile sur toile.
- Conseil départemental de La Réunion, palais de La Source, Saint-Denis (La Réunion), Les phares n°6,acrylique sur toile, 200x200xm.
- Écomusée de Saint-Nazaire, Peinture de base no 9, huile sur toile, 220x350cm.
- Ville de Saint-Pierre (La Réunion), En route pour le volcan, huile sur toile.
- Musée Colette, Saint-Sauveur-en-Puisaye, Portrait de Colette, huile sur toile.
- Jardin du Musée de Trouville - Villa Montebello, fauteuil peint[25].
- Musée Arthur Rimbaud, Charleville-Mézières : œuvre de grand format exposé à partir du 23 janvier 2024 dans la salle Voyages[26]

## Collections particulières référencées

### États-Unis
- William Lipschutz, New York, Comme le monde est petit, diptyque, acrylique sur carton, 114x228cm, 1990[2].
- Lynelle Jones et William Lipschutz, Norwalk (Connecticut)[2] :
  - Welcome et bienvenue, acrylique sur toile, 162x300cm, 1984 ;
  - Un goût de cendres ou La Gradiva, acrylique marouflée sur toile, 146x97cm, 1994.

### France
- Fondation Rank Xerox, Aulnay-sous-Bois, Peinture de base n°1, huile sur toile, 220x400cm[2].
- Thomson-TDI, Boulogne-Billancourt, Peinture de base n°10, huile sur toile, 250x400cm[2].
- Simone Dibo-Cohen, Nice, Les belles anonymes, technique mixte sur toile, 92x73cm, 1991[2].
- Beverly Goldberg et Pierre Calté, L'actualité de Goya, acrylique sur toile, 162x130cm, 1988[2].
- Alain Kleinmann, Les ménades, acrylique et laque sur toile, 150x150cm, 1996[2].
- L'Œnothèque (Yveline et Daniel Hallée), Bacchanales, acryliques sur toiles formant paravent, 280x90cm, 2002[2].
- Muriel Reus, Paris, L'actualité de Goya, peinture acrylique sur journaux marouflés sur toile, 114x146cm, 1989[2].
- François de Villandry, Paris, Étude sur la Genèse, acrylique sur papier kraft marouflé sur toile, 30x30cm, 1992.

## Récompenses
- Lauréat du 17e prix international de Monte-Carlo, 1994[25].